# Добряков, Николай Фёдорович
Николай Фёдорович Добряков (2 июля 1923, Мартьяново, Рыбинская губерния — 9 мая 2003, Ярославль) — старшина Красной армии, участник Великой Отечественной войны, полный кавалер ордена Славы.

## Биография
Родился в 1923 году в деревне Мартьяново (ныне — в Рыбинском районе Ярославской области) в крестьянской семье. В три года осиротел. В 1936 году переехал в Ярославль. После окончания 7 классов школы, устроился работать учеником электромонтёра на городскую телефонную станцию. Жил и работал в Ярославле. Работал на заводе.
В Красной армии с мая 1942 года. В боях начал принимать участие уже в июле того же года. Во время обороны Кавказа был тяжело ранен. За участие в обороне Кавказа был награждён медалью «За отвагу».
В начале декабря 1943 года вблизи посёлка Булганак (вблизи Керчи) прикрыл автоматным огнём сапёров которые расчищали минное поле. 13 февраля 1944 года был награждён орденом Славы 3-й степени. В апреле-мае 1944 года участвовал в освобождении Керчи, Феодосии и Севастополя. Во время боёв за Балаклавский район Севастополя, Николай Добряков пробрался в траншею противника, уничтожил двух немецких солдат и, заняв вражескую траншею, открыл огонь по врагу. 5 июня 1944 года был награждён орденом Славы 2-й степени.
После освобождения Крыма, дивизия была передислоцирована на территорию Белоруссии. Участвовал в Висло-Одерской операции. Принимал участие в форсировании Одера. Во время этой операции разведывал систему огня противника, получил ценные разведданные. 5 февраля 1945 года разведал места переправы и систему ведения огня противника вблизи Фюрстенберга, благодаря этим данным подразделение успешно форсировало реку. Во время отражения контратаки врага уничтожил приблизительно 10 немецких солдат. 10 февраля того же года во время прорыва «кольца» противника уничтожил около 30 немецких солдат. 6 апреля 1945 года был награждён орденом Славы 1-й степени.
С августа 1947 года в запасе.
Скончался Николай Фёдорович 9 мая 2003 года.

## Награды
- Орден Отечественной войны 1-й степени (11 марта 1985)
- Орден Красной Звезды (6 июня 1945)
- Полный кавалер ордена Славы:
Орден Славы 1-й степени (6 апреля 1945 — № 1938)
Орден Славы 2-й степени (5 июня 1944 — № 1019)
Орден Славы 3-й степени (13 февраля 1944 — № 3240)
- Медаль «За отвагу» (15 октября 1943)
- Так же ряд прочих медалей